# Gustavo Galvão
Gustavo Galvão (Brasília, 18 de agosto de 1976) é diretor, produtor e roteirista de cinema brasileiro. Dirigiu e lançou sete curtas de ficção entre 2002 e 2008. Entre 2012 e 2019, lançou três longas-metragens de ficção como diretor: Ainda Temos a Imensidão da Noite (2019), Uma Dose Violenta de Qualquer Coisa (2013) e Nove Crônicas Para um Coração aos Berros (2012). Em 2023, finalizou e lançou mais dois longas-metragens: Inventário de Imagens Perdidas e O Vazio de Domingo à Tarde.

## Biografia
Gustavo Galvão se formou em Comunicação Social – Jornalismo pela Universidade de Brasília (UnB), em 1999. Em 2002/2003, fez especialização em Cinema na Escuela Universitaria de Artes y Espectáculos (Madri, Espanha). À época, já havia dirigido o primeiro curta, o thriller psicológico Emma na Tempestade (2002). Entre os demais curtas, destacam-se o premiado A Vida ao Lado (2006) e A Minha Maneira de Estar Sozinho (2008), seleção do 22º Rencontres Cinémas d'Amérique Latine de Toulouse (França, em 2010).
A estreia em longas ocorreu com Nove Crônicas para um Coração aos Berros (2012), menção do júri da FIPRESCI no 31º Festival Cinematográfico Internacional del Uruguay e prêmio de melhor direção no 10º Festival de Maringá (2013). O filme foi exibido no circuito comercial em dez cidades pelo Brasil.
O longa seguinte, o road movie Uma Dose Violenta de Qualquer Coisa (2013), estreou em 17 cidades brasileiras, em 2014.
O terceiro longa com direção e roteiro de Galvão, Ainda Temos a Imensidão da Noite, foi filmado em 2017, em locações em Brasília e Berlim. O lançamento aconteceu em 2019 (na 43ª Mostra Internacional de Cinema de São Paulo) e o filme conquistou os prêmios de fotografia e montagem na Mostra Brasília, do 52º Festival de Brasília do Cinema Brasileiro, e o de melhor atuação na Competição Americana do 22º BAFICI (Argentina, já em 2021). No circuito comercial, passou por 17 cidades, entre dezembro 2019 e fevereiro de 2020.
Em dezembro de 2020, Galvão lançou o curta experimental Arqueologia Sentimental das Cidades que não Vivi, exibido no site do Itaú Cultural, como parte do programa “Poesias Concretas”.
Em 2023, o realizador levou às telas seu quarto longa-metragem na direção, um drama experimental intitulado Inventário de Imagens Perdidas. O lançamento ocorreu em abril daquele ano, no 41º Festival Cinematográfico Internacional del Uruguay, em Montevidéu. Ainda em 2023, finalizou seu quinto longa como diretor, produtor e roteirista, o drama O Vazio de Domingo à Tarde. O filme estreou em outubro daquele ano, na 47ª Mostra Internacional de Cinema em São Paulo.

## Filmografia
Longas-metragens como diretor:
- O Vazio de Domingo à Tarde (2023)
- Inventário de Imagens Perdidas (2023)
- Ainda Temos a Imensidão da Noite (2019)[18]
- Uma Dose Violenta de Qualquer Coisa (2013)[19]
- Nove Crônicas Para um Coração aos Berros (2012)[20]

Curtas-metragens como diretor:
- Arqueologia Sentimental das Cidades que não Vivi (2020)
- A Minha Maneira de Estar Sozinho (2008)[21]
- A Vida ao Lado (2006)[22]
- Uma Questão de Tempo (codir. com Catarina Accioly, 2006)[23]
- Uma Noite Com Ela (2005)[24]
- Danae (2004)[25]
- As Incríveis Bolinhas do Dr. Sorriso Sarcástico (2003)[26]
- Emma na Tempestade (2002)